# Karel Rada
Karel Rada (ur. 2 marca 1971 w Karlowych Warach) – czeski piłkarz który grał na pozycji obrońcy.
Rozegrał w reprezentacji Czech 43 mecze i strzelił 4 gole.
Uczestniczył w Mistrzostwach Europy w Piłce Nożnej1996, kiedy Czechy zdobyły medal oraz na Mistrzostwach Europy w Piłce Nożnej 2000.
Występował w takich klubach jak: Dukla Praga, Sigma Ołomuniec, Trabzonspor, Slavia Praga, Eintracht Frankfurt i FK Teplice, Bohemians 1905.